# Embrace
Embrace是一個後硬蕊樂團，成立於華盛頓特區。這個樂團1985夏天到1986春天，只維持不到一年時，是頭個被稱為情緒硬蕊(Emotional Hardcore)的樂團，但打從這個詞出現，樂團就極力與這個詞撇凊。樂團的成員有Minor Threat的Ian MacKaye與來自他弟Alec MacKaye樂團The Faith的三位成員：吉他手Michael Hampton、鼓手Ivor Hanson和貝斯手Chris Bald Hampton和Hanson曾一起在樂團S.O.A.表演。這個四人制樂團只發行一張專輯和一支單曲。
在Embrace解散後，MacKaye加入了Minor Threat前鼓手Jeff Nelson的Egg Hunt。 Bald以樂團Ignition繼續，而在1992年鼓手Ivor Hanson與Hampton再次組成Manifesto。
在樂團成立之時，一些歌迷將他們與同是改革者的Rites of Spring稱為Emocore，但Ian MacKaye公開的反對這個詞。

## 音樂作品

### 專輯
- Embrace

### 合輯
- 20 Years of Dischord